# Peter Wilhelm Lund
Peter Wilhelm Lund (Copenaghen, 14 giugno 1801 – Lagoa Santa, 25 maggio 1880) è stato un paleontologo, zoologo e archeologo danese.
Attivo prevalentemente in territorio brasiliano, dove è considerato il padre della paleontologia, si è occupato della fauna del Pleistocene, descrivendone diversi generi e specie fra i quali lo Smilodon populator.
Gli esemplari da lui raccolti sono tuttora esposti in una sezione dedicata nel Danish Natural History Museum di Copenaghen.

## Pubblicazioni
- Physiologische Resultate der Vivisectionen neuerer Zeit - Preisschrift, Kopenhagen, Brummer 1825.
- Lütken, Christian Frederik: E Museo Lundii. En Samling af Afhandlinger om de i det indre Brasiliens Kalkstenshuler af ... P. V. Lund udgravede ... Dyre- og Menneskeknogler ... Udgivet af ... C. F. Lütken.  Kjøbenhavn, 1888.